# Rahul Kohli

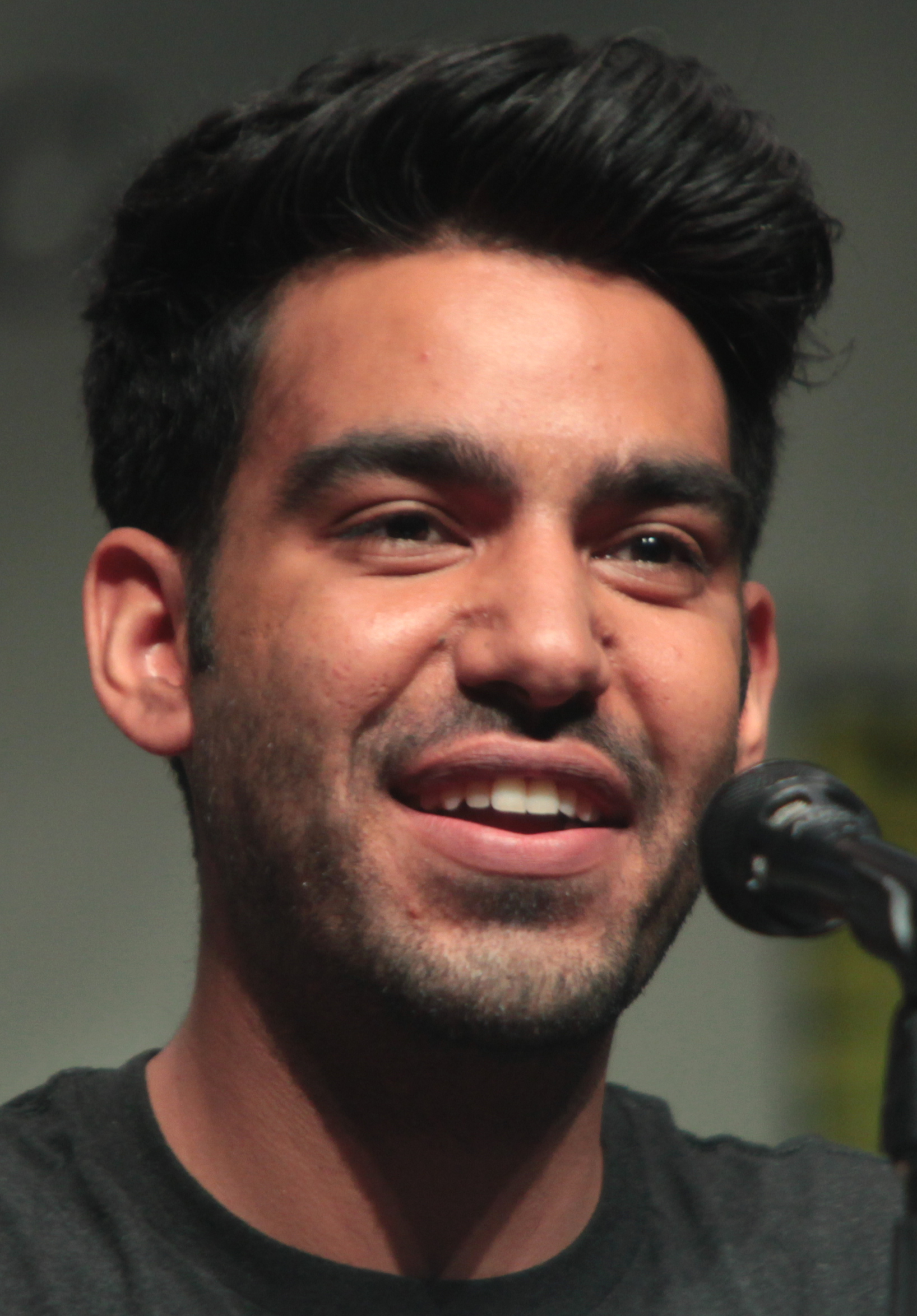
Rahul Kohli (2015)

Rahul Kohli (* 13. November 1985 in London) ist ein britischer Schauspieler.

## Leben

### Frühes Leben
Kohli wurde in London als Kind indischstämmiger Eltern geboren. Als kleiner Junge spielte er erstmals an kleinen Theatervorführung in seiner Schule. Im Alter von 17 Jahren entschied er sich, Schauspieler zu werden und schrieb sich am Uxbridge College ein. Später wechselte er an eine Schauspielschule, um Bühnenerfahrung zu sammeln.

### Karriere
Nach dem Schulabschluss hatte Kohli erste Auftritte in den Fernsehserien EastEnders und Holby City. Danach drehte er einige Werbespots, u. a. für Sony und Heineken. Nach diesen Jobs arbeitete er wieder als Theaterschauspieler am Royal National Theatre in London.
Bereits kurz nach seinem Umzug nach Los Angeles erhielt er eine der Hauptrollen in der Fernsehserie iZombie.

## Filmografie (Auswahl)
- 2007: The Vacancy (Kurzfilm)
- 2011: Alone Together (Kurzfilm)
- 2012: Holby City (Fernsehserie, 1 Folge)
- 2012: The Listener (Fernsehserie, Staffel 3, Episode 1)
- 2013: EastEnders (Fernsehserie, 1 Folge)
- 2014: I’ll Be Home Soon (Kurzfilm)
- 2015: Krish and Lee
- 2015–2019: iZombie (Fernsehserie, 71 Folgen)
- 2016: Supergirl (Fernsehserie, Staffel 2, Folge 18 + Staffel 5, Folge 6)
- 2020: Spuk in Bly Manor (Fernsehserie)
- 2021: Midnight Mass (Miniserie)
- 2022: Next Exit
- 2022: Gänsehaut um Mitternacht (Miniserie)
- 2023: Der Untergang des Hauses Usher (The Fall of the House of Usher, Fernsehserie)
- 2024: Death and Other Details (Fernsehserie, 6 Folgen)
- 2024: The Life of Chuck
- 2025: The Electric State
- 2025: Solange Wir Lügen